# 30418 Jakobsteiner
30418 Jakobsteiner este un asteroid din centura principală de asteroizi.

## Descriere
30418 Jakobsteiner este un asteroid din centura principală de asteroizi. A fost descoperit pe 1 iunie 2000 la Prescott (Arizona) de Paul G. Comba. Asteroidul prezintă o orbită caracterizată de o semiaxă mare de 2,68 ua, o excentricitate de 0,21 și o înclinație de 12,2° în raport cu ecliptica.